# Лудвиг Фелз
Лудвиг Фелз (на немски: Ludwig Fels) е германски писател, поет и драматург. Живее във Виена.

## Живот и творчество
Лудвиг Фелз произлиза от дребнобуржоазно семейство и израства без баща. След като завършва основното си образование, започва обучение за художник, но го прекъсва преждевременно.
От 1964 г. Фелз се живее от помощна и случайна работа, между другото е работник в пивоварна, машинист и стругар. През 1970 г. отива в Нюрнберг, където намира препитание като опаковчик във фабрика за полупроводници. За кратко членува в „Общество литература на работния свят“. От 1973 г. Фелз е писател на свободна практика, а от 1981 г. членува в немския ПЕН клуб. През 1983 г. се премества да живее във Виена.
Наред с белетристични творби и поезия Лудвиг Фелз създава театрални и радиопиеси. През младежките си години схваща себе си като „работнически писател“, без да се причислява към някое идеологическо направление. Неговата агресивна, езиково мощна проза и поезия е проникната по-скоро от ярост и гняв срещу потисничеството във всяка форма и в определени обществени среди. Междувременно Фелз отхвърля определението за себе си „работнически писател“.

### Поезия
- Anläufe, 1973
- Ernüchterung, 1975
- Alles geht weiter, 1977
- Ich war nicht in Amerika, 1978
- Ludwig Fels, 1979
- Vom Gesang der Bäuche, 1980
- Der Anfang der Vergangenheit, 1984
- Blaue Allee, versprengte Tataren, 1988
- Egal wo das Ende der Welt liegt, 2010
- Letzter Versuch, die Welt zu umrunden, 2012
- Hinterm Spiegel, 2013

### Романи и разкази
- Platzangst, 1974
- Die Sünden der Armut, 1975
- Mein Land, 1978
- Ein Unding der Liebe, 1981
- Kanakenfauna, 1982
- Betonmärchen, 1983
- Die Eroberung der Liebe, 1985
- Rosen für Afrika, 1987
- Der Himmel war eine große Gegenwart, 1990
- Bleeding heart, 1993
- Mister Joe, 1997
- Krums Versuchung, 2003
- Reise zum Mittelpunkt des Herzens, 2006
- Die Parks von Palilula, 2009
- Die Hottentottenwerft, 2015

### Радиодрама
- Kaputt oder Ein Hörstück aus Scherben, 1973
- Die bodenlose Freiheit des Tobias Vierklee oder Stadtrundgang, 1974
- Lehm, 1975
- Der Typ, 1977
- Wundschock, 1979
- Vor Schloß und Riegel, 1980
- Mary, 1980
- Frau Zarik, 1984
- Heldenleben, 1985
- Lämmermann, 1985
- Ich küsse Ihren Hund, Madame, 1987
- Soliman, 1989
- Schwarzer Pilot, 1989
- Nach diesen kalten Sommern der Liebe, 1997
- Der tausendundzweite Tag, 1997
- Nachts an den Feuern – Calamity Jane, 2000
- Öl auf dem Mond, 2000
- Robot, 2000
- Keiche, 2001
- Lappen hoch! Eine Theaterschwadronade, 2003
- Jack kommt dann vorbei, um uns zu fotografieren, 2006
- Hello, I’m Glen Sherley, 2006
- Freetown nonstop – Ein Verwirrspiel mit ungleichen Paaren, 2009
- Der Himmel war eine große Gegenwart – Ein Abschied, 2015

### Пиеси
- Lämmermann, 1983
- Der Affenmörder, 1985
- Lieblieb, 1986
- Soliman, 1991
- Sturmwarnung, 1992
- Die Hochzeit von Sarajewo, 1994
- Corpus Christi, Texas, Good Friday, 1996
- Öl auf dem Mond, 2000
- Tillas Tag, 2002

## Награди и отличия
- 1973: Förderungspreis der Stadt Nürnberg
- 1979: „Награда Леонс и Лена“
- 1979: „Награда на Югозападното радио“
- 1981: „Нюрнбергска награда“
- 1983: „Награда Ханс Фалада“ на град Ноймюнстер
- 1984: Hörspiel des Monats
- 1985/86: Stadtschreiber von Bergen
- 1987: Villa-Massimo-Stipendium
- 1989: Hörspiel des Monats
- 1989: Stadtschreiber der Stadt Otterndorf
- 1990: Andreas-Reischek-Preis
- 1992: „Кранихщайнска литературна награда“
- 2000: Elias-Canetti-Stipendium
- 2000: Otto Braun-Ehrengabe der Deutschen Schillerstiftung
- 2004: „Награда Волфганг Кьопен“
- 2009: Literaturpreis der Wilhelm und Christine Hirschmann-Stiftung
- 2011: „Награда Волфрам фон Ешенбах“
- 2015: Johann-Alexander-Döderlein-Kulturpreis